# 피트나 (영화)
피트나(영어: Fitna, 아랍어: فِتْنَة)는 네덜란드 하원 헤이르트 빌더르스의 2008년 공개된 단편 영화이다. 약 17분 길이의 영화는 꾸란이 추종자들이 이슬람 교리를 위반하는 모든 사람을 싫어하게 되는 동기를 부여한다는 것을 증명하려고 한다. 이 영화는 꾸란의 수라에서 발췌한 일부 발췌문을 보여주고 있으며, 미디어 클립과 신문 기사와 함께 폭력 행위 및 무슬림의 증오를 묘사하거나 묘사한 신문이 게재되어 있다.

## 같이 보기
- 언론의 자유